# Distaplia crassa
Distaplia crassa is een zakpijpensoort uit de familie van de Holozoidae. De wetenschappelijke naam van de soort werd in 1983 voor het eerst geldig gepubliceerd door Françoise Monniot.